# Graf-Engelbert-Weg
Der Graf-Engelbert-Weg ist ein 1935 erstmals markierter Hauptwanderweg im Vereinsgebiet des Sauerländischen Gebirgsvereins und hat wie auch all die anderen Hauptwanderstrecken als Wegzeichen das weiße Andreaskreuz X, an Kreuzungspunkten um die Zahl 28 erweitert.
Er führt mit einer Länge von insgesamt 111 Kilometern von Hattingen an der Isenburg vorbei über Köllershof, das Felderbachtal, die Fachwerkortschaft Alter Schee, Schwelm mit Haus Martfeld und Schwelmequelle, die Spreeler Mühle, Remlingrade, Radevormwald, die Bevertalsperre, die Neyetalsperre, Wipperfürth, Fähnrichstüttem, Remshagen, Engelskirchen, Drabenderhöhe, Benroth, Berkenroth und Bladersbach nach Schladern an der Sieg.
Das letzte Teilstück des Graf-Engelbert-Weges führt von Drabenderhöhe über Oberbach, Herftenrath, Kurtenbach, Niederbreidenbach, Grunewald, Lindscheid, Benroth und Berkenroth über den Höhenzug Nutscheid und weiter über Geilenkausen und Bladersbach, am Galgenberg und an den „Drei Eichen“, dem Windecker Hochgericht im Mittelalter, vorbei über Höhnrath nach Schladern (Halt des RE9 und der S12). Die Streckenlänge beträgt ca. 25 km.
Benannt ist der Wanderweg nach dem Erzbischof Engelbert I. von Köln und Grafen Engelbert II. von Berg, der neben einem Gevelsberger Hohlweg mehrere Kilometer entfernt von dem Wanderweg von seinem Neffen Friedrich von Isenberg (Burgherr der Burg Isenberg und der Burg Nienbrügge) 1225 ermordet wurde.